# 何非光

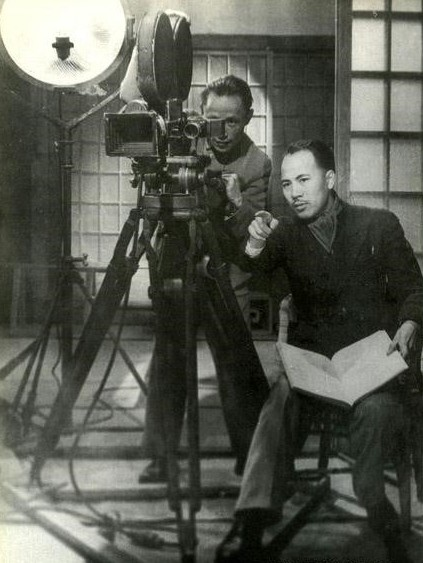
何非光在電影《血濺櫻花》的拍攝現場，1945年。

何非光（1913年4月18日—1997年8月），原名何德旺，是一位出身臺灣臺中的編劇、導演及演員。

## 生平
在休學於臺中州立臺中第一中學校後，何非光前往東京遊學，並深受現代藝術吸引。隨後，他在1930年偷渡前往上海，並在電影公司擔任臨時演員；當時，他經常飾演好色的洋化資產階級與殘酷的日本軍人等角色類型。1933年，他與聯華影業公司簽約成為旗下演員。其間，他再度前往東京學習有聲電影技術。1937年，他返回中國並旋即前往大後方重慶地區拍攝抗日電影；同時，他與西北影業公司簽約，隨後又加入中國電影製片廠。此後，他曾兩度參加中國人民解放軍，並曾隨軍前往朝鮮戰場，協助北京電影製片廠新聞處拍攝戰地紀錄片。1954年至1958年間，他在地方戲劇團擔任特約導演。1959年，他被以反革命罪判處勞動管制二年。1967年至1978年間，他被軟禁在家。1979年，他進入上海文史館工作。1997年9月6日，他病逝於上海。

## 主要作品

### 演出
- 《母性之光》[7]
- 《保衛我們的土地》
- 《熱血忠魂》
- 《日本間諜》[4]

### 編劇或導演

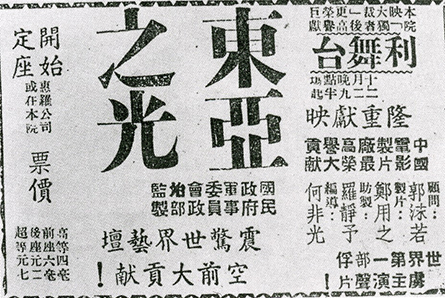
《東亞之光》在香港利舞台上映的廣告，1940年。

- 《保家鄉》[2]
- 《東亞之光》
- 《氣壯山河》
- 《血濺櫻花》
- 《蘆花翻白燕子飛》
- 《某夫人》
- 《出賣影子的人》
- 《花蓮港》[2]
- 《人獸之間》[4][8]

## 獲得獎項及榮譽
- 台灣電影導演協會「終身成就獎」（1997年）[4][5]

## 語錄
- 「我這一輩子就為了愛祖國有罪，愛臺灣有罪，所以兩邊不是人，大陸罵我國特，臺灣說我投共」[9]

## 軼事
- 何非光與阮玲玉熟識，並曾在1935年她死後計畫拍攝影片向群眾揭露其死因，但遭阻而未果。[9]

## 外部連結
- 何非光- MovieCool 影史庫| 電影、電視劇、影人 （页面存档备份，存于）
- 何非光粉丝圈-何非光个人资料_电视剧电影-爱奇艺泡泡 （页面存档备份，存于）

### 閱讀資料
- 【全文】何非光和阮玲玉、蒋君超的交往_档案春秋 - 学术之家 （页面存档备份，存于）